# コートニー・ホッジス
コートニー・ヒックス・ホッジス（Courtney Hicks Hodges 1887年1月5日 - 1966年1月16日）は、アメリカ合衆国の軍人。陸軍大将。
2つの世界大戦に参戦した経験をもつ。主にヨーロッパで戦果を上げる。

## 第一次世界大戦と戦後
第一次世界大戦時の活躍で、殊勲十字章を授与される。1939年にホッジスは米軍歩兵学校の副校長になり、1941年には校長となった。

## 第二次世界大戦
1941年5月、ホッジスは陸軍少将に昇進した。対独戦において、ノルマンディー上陸作戦以降はオマール・ブラッドレー将軍が第12軍集団司令官に就任したのを引き継いで第1軍を指揮し、ホッジスの師団が最も早くパリに到着した。バルジの戦いではドイツ軍の反撃を遅らせるのに大きな役割を果たした。1945年4月15日、大将に昇進。
対独戦が終わると、ホッジスとその師団は太平洋戦争に参戦。ホッジスはドイツ及び日本の各・降伏時に、現場で立ち会うこととなった。

## 戦後
第二次世界大戦後も、ホッジスは軍人として1949年3月まで働いた。1966年、テキサス州サンアントニオにて死去。